# Петров, Боян
Боя́н Петро́в (болг. Боян Петров; 7 февраля 1973 — май 2018) — болгарский зоолог, эколог, спелеолог и альпинист. Сотрудник Национального природоведческого музея Софии. Взошёл на 10 восьмитысячников без использования дополнительного кислорода и без помощи шерпа, несмотря на инсулинозависимый диабет, доказывая, что физическая активность не мешает, но помогает контролировать диабет.

## Зоология
В сфере научных интересов Бояна Петрова — биология и экология летучих мышей, амфибий и рептилий. Петров участвовал более в чём 50 проектах по расширению числа биологических видов в национальных парках, заповедниках, охраняемых зонах Болгарии. Член Совещательного комитета Соглашения по охране летучих мышей Европы (EUROBATS). Подготовил десятков сотрудников со всей Болгарии по полевым работам с летучими мышами. Автор и соавтор 6 книг, 40 научных публикаций, 35 научно-популярных статей.
Он нашел для науки более 20 новых беспозвоночных. В Албании открыл новый вид ящериц, включенный во Всемирную красную книгу. Шесть видов животных носят его имя — многоножка Balkanopetalum petrovi (Stoev & Enghoff, 2003) обитающих пещер в Восточных Родопах, мокрица Trichoniscus petrovi (Andreev, 2002), жуки Gueorguievella petrovi (Giachino & Gueorguiev, 2006) в пещерах Западных Родоп и Eustra petrovi (Gueorguiev, 2014) в пещерах провинции Юньнань, Китай, водная улитка Belgrandiella petrovi (Georgiev, 2014) в пещере Чучура в Старой-планине и клоп Scirtetellus petrovi (Simov, 2006) в высоких частях Каракорума близ вершины Чогори (К2) и Броуд пика.

## Спелеология и альпинизм
Боян Петров проник в более чем 450 пещер и пропастей в Болгарии, Албании, Греции, Македонии, Хорватии, Турции, Косово, Румынии, Черногории и Китая с 1990 по 2017 годы с научной и спортивной целю. Материалы, которые он принес, чрезвычайно ценны для науки, так как они собраны в местах, где другому зоологу было бы очень трудно проникнуть.
Боян Петров является единственным зоологом, который собрал коллекции беспозвоночных животных с самых высоких частей склонов десяти восьмитысячников — реально являющихся пределом жизни. «В каждой из моих экспедиций я исследую и устанавливаю как высоко распространяются разные виды растений. Я фокусируюсь на фауне — от самых маленьких животных, которых альпинисты даже не замечают, до больших животных, которых мы все видим — птиц, сурков». Кроме этого Боян вел очень подробные и точные записи своих экспедиций; данные из его полевых дневников и коллекциях будут использоваться учеными в их исследованиях.
Альпинизмом занимается с 1990 года. С февраля 1993 года он начал участвовать в соревнованиях по скалолазанию зимой. Участник и руководитель экспедиций и восхождений на вершины Болгарии, Франции, Испании, Италии, Греции, Румынии, Турции (Арарат, 5137 м), Ирана (Демавенд, 5671 м), России (Эльбрус, 5642 м), Казахстана (Кан Тенгри, 6995 м), Киргизии (Ленин, 7134 м), Таджикистана (Корженевская, 7105 м и Исмоил Сомони, 7495 м), Аргентины (Аконкагуа, 6962 м), США (Денали, 6195 м), Кении (Маунт Кения, 5199 м, до 5100 м), Уганды (Маргерита, 5109 м), Танзании (Килиманджаро, 5895 м), Пакистана, Непала и Китая.
Первое восхождение Бояна Петрова на восьмитысячник происходит в 2009 году на Гашербруме I (8068 м) в Пакистане (первое болгарское восхождение вместе с Дойчином Бояновым, Николаем Петковым и Николаем Вальковым).
В 2013 года катастрофа и тяжелый перелом ноги прервали подготовку к экспедиции К2 (Чогори).
В 2014 года, с 12 гвоздями и металлической пластиной в восстанавливающейся ноге и сильными болями, Петров отправляется в Канченджанга с группой во главе с Денисом Урубко, который, однако, узнав, что он диабетик, отстраняет его из группы, советуя вернуться домой лечиться. Боян Петров не отказывается и вместо с севера, делает самостоятельное восхождение с юга. 20 мая он ступает на третью по высоте вершину мира Канченджанга (8586 м), став первым болгарином, также и первым диабетиком, добравшимся на эту вершину без запасов кислорода, соло. 23 июля он поднялся на вершину Броуд-Пик (8047 м), а 31 июля впервые в истории Болгарии покорил Чогори (К2, высота 8611 м) и вошёл в число 35 человек, покоривших три восьмитысячника менее чем за 100 дней, а также установил мировой рекорд, покорив Броуд-Пик и Чогори менее чем за 8 дней, за что был удостоен видеопоздравления от альпиниста Райнхольда Месснера. 7 и 14 декабря 2014 на телеканалах БНТ 1 и БНТ HD вышел документальный фильм о достижениях Петрова «3 x 8000».
30 сентября 2015 Петров ступает на вершину Манаслу (8156 м).
В 2016 году Боян Петров снова поднялся на три вершины менее чем за 100 дней — на этот раз на Аннапурны I (8091 м) 30 апреля, Макалу (8485 м) 23 мая и Нанга Парбат (8126 м) 25 июля. Восхождение на Нанга Парбат он провел вместе с испанским альпинистом Ферраном Латоре и французом Элиасом Миллеру — они были единственными, кто взошел на эту вершину летом 2016 года.
В августе 2016 года во время экологического мониторинга трассы будущей автомагистрали Струма в Кресненском ущелье (Болгария) его сбила проезжающая машина. У него были переломы ребер, ноги и голени, перфорация легких, черепно-мозговая травма с гематомой и он госпитализирован в состоянии серьёзной опасности для жизни. После нескольких дней в коме он оживает и с большими усилиями в начале декабря возобновляет свои тренировочные подъёмы в близлежащей горе Витоша.
В этот период он пишет свою книгу «Первые семь», опубликованную 6 февраля 2017 года, в которой описывает свои подъёмы, систему тренировок и опыт организации экспедиций.
В 2017 году Боян Петров поднялся на два восьмитысячника — 22 июля на Гашербрум II (8035 м) и 29 сентября на Дхаулагари (8167 м). Он снова, как и в 2016 году, лезет с металлической пластиной в сломанной ноге.
Весной 2018 года Боян Петров направился к Шишабангму (8027 м), планируя потом подняться на Эверест (8848 м) с северной, китайской стороны. 29 апреля он начал самостоятельную попытку подняться на вершину. В последний раз его видели в бинокль базового лагеря 3 мая в районе лагеря 3, на высоте более 7000 метров. Поиски были прекращены 16 мая. Неизвестно, взошел он на вершину или нет.